# 無伺服器框架
無伺服器框架（Serverless Framework） 是一個使用 Node.js 編寫的免費開放原始程式碼的 Web 框架。 無伺服器（Serverless） 是第一個為在 AWS Lambda 平臺上構建應用程式而開發的框架，AWS Lambda 是亞馬遜作為 Amazon Web Services 的一部分提供的無伺服器計算平臺。 目前使用無伺服器開發的應用程式可以作為服務提供者部署到其他功能，包括使用 Azure Functions 的 Microsoft Azure，使用基於 Apache OpenWhisk 的 IBM Cloud Functions 的 IBM Bluemix，使用 Google Cloud Functions 的 Google Cloud， 使用 Oracle Fn 的 Oracle Cloud， Kubeless 基於 Kubernetes、Spotinst 和 Auth0 的 Webtask。
無伺服器應用程式可以只是幾個用於完成某些任務的 lambda 函數，也可以是一個由數百個 lambda 函數組成整個後端。無伺服器支援所選雲提供商提供的所有執行環境。 Serverless 由 Austen Collins 開發，由專職團隊維護。
是於 2015 年 10 月以 JAWS 的名稱首次推出。

## 外部連結
- Official Website （页面存档备份，存于）
- Serverless （页面存档备份，存于） on GitHub
- Official Blog （页面存档备份，存于）